# Muzamuza Corona
Muzamuza Corona is een corona op de planeet Venus. Muzamuza Corona werd in 1997 genoemd naar Muzamuza, godin van de aarde in de Indiase mythologie.
De corona heeft een diameter van 163 kilometer en bevindt zich in het quadrangle Pandrosos Dorsa (V-5).